# Tranvías en Rosario (Argentina)

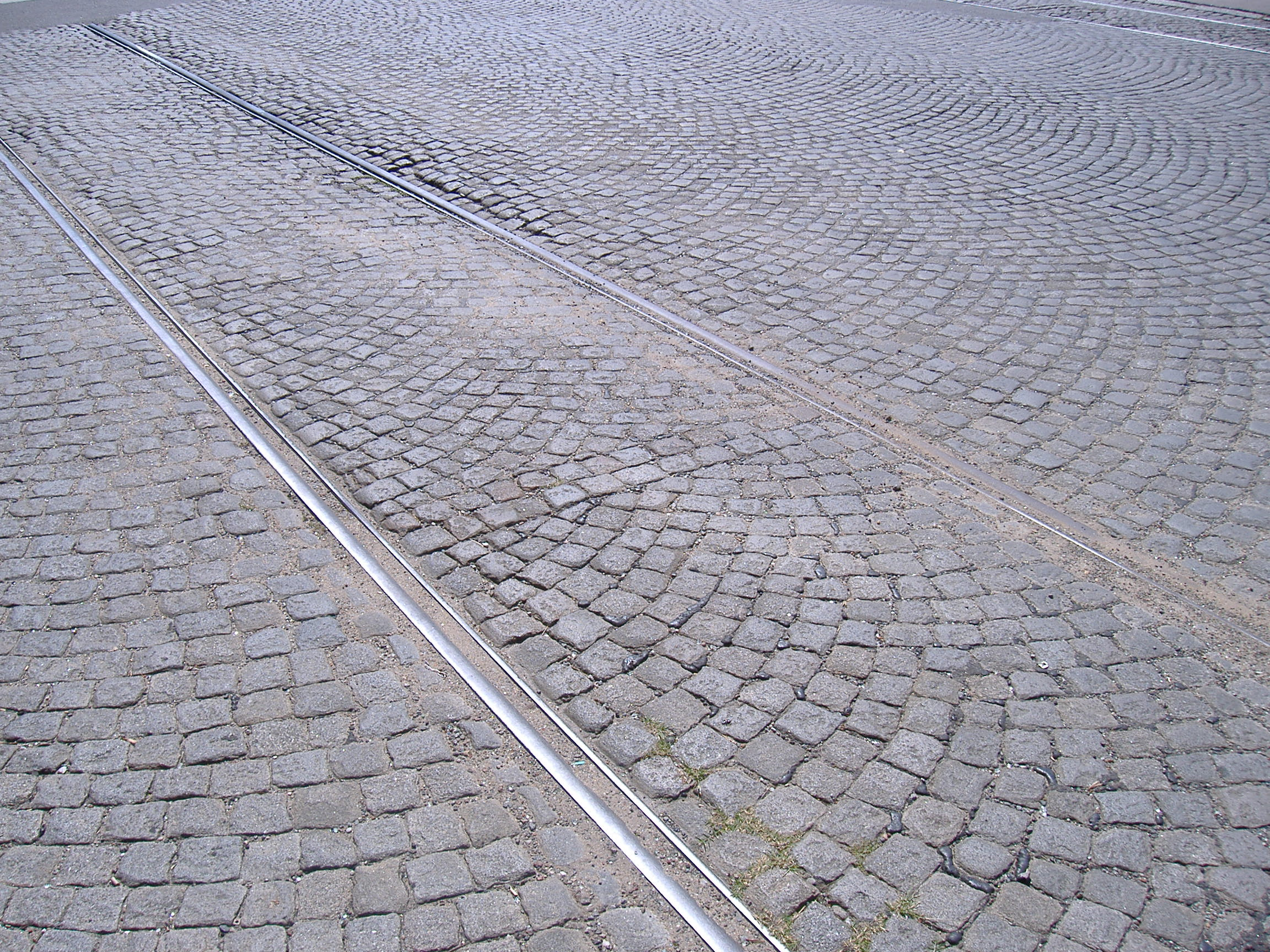
Rieles del tranvía en una calle de Rosario.

El tranvía o fue (o es) el primer intento de establecer un servicio público de transporte en la ciudad de Rosario, (Provincia de Santa Fe, Argentina), que modificaría costumbres y usos de transporte en la ciudad a partir de la segunda mitad del siglo XIX.
Rosario fue la cuarta ciudad argentina en contar con un servicio de tranvías, luego de Buenos Aires, La Plata y San Nicolás de los Arroyos.

## Los comienzos

Representación sobre un plano de Rosario (año 2013) de la incipiente red tranviaria rosarina del año 1873 iniciada por la Compañía Anónima de Tramways de Rosario.

Después de algunos intentos fallidos de Alfredo de Arteaga y José J. Farrel en 1870 y de José María Galarraga un año después, el primero de ellos recibe autorización del gobierno municipal para instalar un servicio de tranvías en el recorrido desde la Plaza López hasta el puerto, aproximadamente en la intersección de las actuales Av. Belgrano y calle Laprida.
Arteaga tenía el compromiso de pavimentar las calles por donde pasarían los rieles y de construir un paseo en la Plaza López, punto terminal del recorrido, instalando luces, bancos y arbolado en lo que pasaría a conocerse como el Jardín de Arteaga una vez terminado.
El empresario fue cumpliendo, como pudo, los plazos de la concesión municipal, aunque el empedrado de cantos rodados distaba mucho de ser óptimo, ya que era desparejo, con una cantidad de baches y protuberancias que hacían difícil el tránsito de otros vehículos.
El 3 de noviembre de 1872 se inauguró esta primera línea bajo la denominación de Compañía Anónima Tramways del Rosario.
El ruidoso transporte era arrastrado por una yunta de caballos guiada por el conductor o cochero, con un acompañante el mayoral y ayudados en las zonas de cuesta por el cuarteador. El servicio era bastante anárquico y las críticas abundaban. El periódico El Municipio de Deolindo Muñoz, en esa época escribe:

"Los caballos que tiran de los carruajes no son caballos, son sombras casi incorpóreas, especies de arenques secos, descuajeringados, cansados del trabajo y más dispuestos a tenderse cómodamente sobre las agudas piedras de las calles que de tirar del coche, que no pocas veces necesita del auxilio de los changadores de las esquinas para seguir su camino..."

A comienzos de 1873 se construyó otro ramal hasta la estación del FFCC Central Argentino (Corrientes esquina Wheelwright) y en 1874 se hizo otro tanto hasta el recientemente inaugurado Colegio Nacional (calle 9 de julio entre Necochea y Chacabuco).  Hacia 1882 esta empresa contaba con 12 coches, 30 empleados y 60 caballos de uso diario con una cantidad mayor en los días festivos.

## La expansión
Posteriormente aparece en la ciudad un dinámico y controvertido empresario de origen norteamericano Rodrigo M. Ross -al que la ciudad bautizaría para siempre como Mister Ross- que con su compañía Anglo Argentino y su personalidad avasallante lleva el progreso del tranvía a zonas alejadas del centro: en mayo de 1886 se inauguró la primera línea del Tramway Anglo-Argentino, con cabecera en la estación del FFCC Central Argentino y un circuito que atravesaba el entonces pequeño conglomerado urbano rosarino.
En 1887 se libró al servicio el Tramway Rosarino del Norte, con una extensa línea rumbo al Norte hasta el por entonces Pueblo Alberdi (actualmente un barrio de la ciudad), con pequeñas líneas secundarias en el casco urbano central. En dicho año había en explotación 327 cuadras de líneas de tranvías, con un movimiento total de más de 3,5 millones de pasajeros anuales.
Durante 1888 se construyó y puso en funcionamiento el Tramway del Saladillo, que vinculó a la zona céntrica con el distrito residencial de la zona Sur próximo al balneario instalado sobre el arroyo del mismo nombre.  En diciembre del año siguiente se inauguró la línea de la Sociedad Anónima Compañía de Tramways del Oeste, que llegaba al pueblo Eloy Palacios (luego Barrio Vila).
En 1890 ya había instaladas 587 cuadras (77 km) de vías, con una flota total de 78 coches, 1.242 caballos y 394 empleados; se transportaron aproximadamente 7 millones de pasajeros anuales.
Durante los siguientes años, no se incorporaron otras empresas, sino que las preexistentes construyeron nuevas líneas; también desaparecieron algunas de ellas, como la de los Tramways del Oeste, que fue arrendada por la del Anglo Argentino, y a finales del siglo XIX se fusionó ésta con la del Tramway Rosarino del Norte.

## El tranvía eléctrico
Luego de un ensayo experimental en la ciudad de La Plata y del inicio de los servicios de tracción eléctrica en la ciudad de Buenos Aires en 1897, ya en 1899 se presentó la primera propuesta del mismo tipo de servicios en Rosario.
No fue sin embargo hasta 1905 en que el intendente Santiago Pinasco llamó a licitación para la construcción y explotación de una red de tranvías eléctricos. La ordenanza del llamado a licitación establecía, entre otras cláusulas y condiciones, una velocidad máxima de 12 km/h en la zona céntrica y de 20 km/h fuera de ese radio (!).
El servicio quedó en mano de "los belgas", denominación popular del holding integrado por tres compañías de Bruselas, quienes se quedaron con el monopolio del transporte en la ciudad, ya que la concesión incluía tomar a cargo el viejo servicio de tracción a caballos.
La concesión se acordó por un período de 55 años el 15 de septiembre de 1905 a nombre de la Compañía General de Tramways Eléctricos del Rosario (C.G.T.E.R.).  La primera línea en inaugurarse fue la N.º 9, puesta en servicio el 31 de octubre de 1906 (aunque la fecha efectiva de inicio fue la del día siguiente). En el año 2006 se colocó en esta esquina una placa conmemorativa del comienzo de los tranvías eléctricos, en la ciudad
El recorrido de esta línea comenzaba en la esquina de las calles Santa Fe y Maipú, iba por esta última hasta el Bv. Argentino (actual Pellegrini) por el que llegaba hasta el Parque Independencia y al Cementerio El Salvador a la ida. La vuelta era de nuevo por el Bv. Argentino, calle San Martín hasta Santa Fe.
Progresivamente se fueron construyendo otras catorce líneas, contando en sus primeros años con una dotación de 100 tranvías grandes (con 40 asientos) y 60 tranvías chicos (con 28 asientos), además de varios remolques acoplados.
Al poco tiempo, con una tarifa de 10 centavos en la ciudad y de 15 para los viajes a los entonces pueblos suburbanos (actuales barrios Alberdi, Saladillo o Vila), los coches de la compañía belga se convirtieron en parte esencial del paisaje urbano.

## La decadencia

Red tranviaria rosarina en el año 1955 sobre un plano moderno.

A fines de la década de 1920, tanto la competencia ruinosa de los ómnibus particulares como la depresión económica mundial impactaron duramente en las finanzas de la empresa tranviaria, que a partir de 1927 dejó de percibir utilidades.
Esta situación se agravó poco a poco, llegándose el 11 de febrero de 1932 a la suspensión de los servicios, estado que se prolongó durante 27 días. Finalmente, la Municipalidad creó una Comisión Fiscalizadora para que estudiara las posibles soluciones. El 27 de junio esta Comisión se manifestó a favor de la municipalización total de los servicios de transporte (tranvías, ómnibus y microómnibus).
En septiembre de 1932 inició sus actividades la Empresa Municipal Mixta de Transporte del Rosario sin ninguna colaboración de parte de la antigua empresa concesionaria, y se comenzó un plan de reparación de todo el sistema de tranvías.
Hacia 1944 esta empresa mixta había recomprado los títulos de sus accionistas privados y se constituye entonces la Empresa Municipal de Transporte de Rosario.
Por las nuevas políticas salariales de la época, y sin poder reajustar las tarifas conforme evolucionaban los precios de los insumos y repuestos necesarios para la explotación de los servicios, las finanzas de la E.M.T.R. se vieron progresivamente deterioradas al punto de requerir importantes subsidios. [cita requerida] A principios de la década de 1950 la Municipalidad transfirió la administración y explotación al Gobierno de la Provincia de Santa Fe, mediante la creación de la Empresa de Transporte de Rosario (E.T.R.).

## Últimos días
A principios de la década de 1960, siguiendo una moda que por entonces hacía furor en gran parte del mundo (a excepción del norte de Europa y el bloque comunista) se decidió la liquidación de los sistemas tranviarios argentinos.  En octubre de 1960 se dispuso la progresiva eliminación de los tranvías y la transferencia de los servicios de transporte al capital privado (en la forma de cooperativas integradas por antiguos trabajadores de la E.T.R., en muchos casos con ómnibus transferidos a precios sumamente bajos).
Se dio inicio a un progresivo desmantelamiento de los vehículos (según recordaron testigos presenciales, las órdenes eran de “no dejar ninguna pieza que superara los 30 centímetros de tamaño”) conforme éstos eran dejados fuera de servicio con la progresiva sustitución de sus líneas respectivas por unidades automotrices.
Así es como a finales de 1962, solamente quedaban en operación las líneas tranviarias N.º 1, 2, 4, 6, 10 y 21, las que llegarán a operar hasta el 11 de febrero de 1963, fecha del final del servicio.

## El futuro

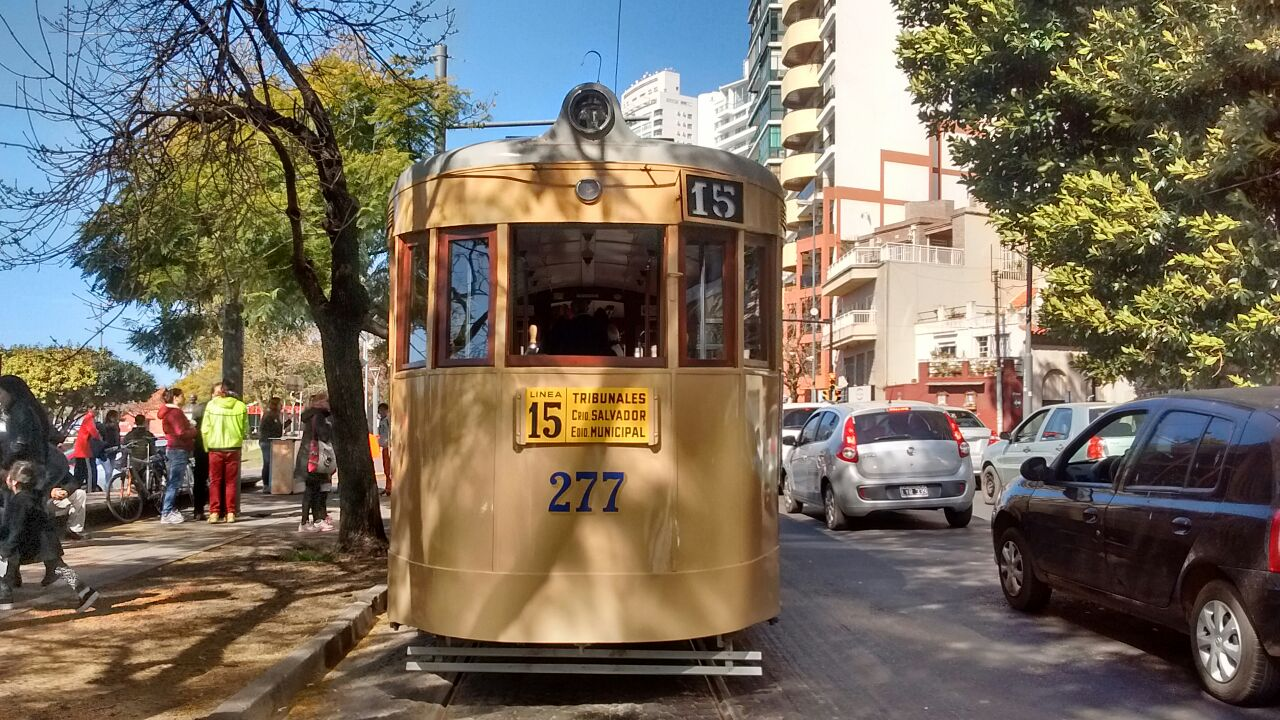
El Tranvía Histórico 277 de la Asociación Rosarina Amigos Del Riel.

Sobre los proyectos de reflotar un sistema de tranvías, tanto como servicio de transporte como con fines turísticos, puede consultarse la nota periodística del 29 de octubre de 2006.
El único vehículo que se conservó de la flota de tranvías eléctricos (coche 277) ya egresó restaurado en los talleres municipales, impulsada por la Asociación Rosarina Amigos del Riel.
Ya a mediados de 2012, en el marco de desarrollo del Plan Estratégico Rosario Metropolitano (PERM +10)  y en vías de alcanzar un sistema interurbano integrado de transporte masivo de pasajeros; la Ciudad de Rosario está impulsando el desarrollo de una red de tranvías interurbanos, precedente para la creación del sistema integrado que incorporaría, entre otros, sistemas BRT y un sistemas con al menos dos ramales de subterráneos.
El proyecto corresponde Ingenieros Civiles participantes del Departamento de Estudios del Transporte de la U.N.R., el Ente de la Movilidad de Rosario y el Ente del Transporte de Rosario.